# Batalla de Mactán
La batalla de Mactán tuvo lugar el 27 de abril de 1521 en la isla de Mactán (Filipinas). Unos 1500 guerreros de la isla al mando de Lapu-Lapu, el caudillo de Mactán, vencieron a un grupo de 49 miembros de la expedición española al mando de Fernando de Magallanes, quien murió en combate.

## Antecedentes
Los exploradores portugueses del siglo XVI habían hallado un modo de llegar al Sudeste Asiático evitando las rutas terrestres que en ese entonces los reinos islámicos tenían bajo su control: navegar al sur del cabo de Buena Esperanza en África, para así salir al océano Índico y continuar hasta las «islas de las especias».
Magallanes fue asignado a Goa, en la India portuguesa, para comenzar su entrenamiento militar, y pronto previó que la geografía sería la llave a las riquezas del Sudeste Asiático. Tras un viaje a la región, contrató a un sirviente malayo, Enrique, a quien tendría como intérprete durante sus viajes alrededor del mundo.
En su expedición, iniciada en 1519 bajo patrocinio de la Corona española, en búsqueda de una ruta a través de América para llegar a Asia, luego de cruzar el océano Pacífico y atravesar por primera vez el estrecho de Magallanes, desembarcaron en la isla Homonhon el 17 de marzo de 1521. Magallanes conversó allí con el rajá Calambu (o Kolambu) de Limasawa, quien lo guio hacia Cebú el 7 de abril. Comunicándose a través de Enrique, el rajá Humabón de Cebú se alió con Magallanes, y tanto él como su esposa fueron bautizados. Impresionado por el armamento de los europeos (pistolas, espadas, armaduras, doce cañones y cincuenta ballestas), el rajá Humabón y el datu Zula sugirieron a Magallanes ir a la isla cercana de Mactán para castigar al datu Lapu-Lapu. Se cree que Humabón y Lapu-Lapu se guardaban rencor y constantemente pugnaban por el control de territorios.

## La batalla
De acuerdo con las crónicas de Antonio Pigafetta, Magallanes desplegó a 48 hombres acorazados (menos de la mitad de su tripulación) armados con espadas, hachas, ballestas y pistolas. Los historiadores filipinos aseguran que, debido a la costa rocosa y los corales cerca de la playa, Magallanes no pudo desembarcar.
Forzado a anclar sus naves lejos de la costa, no pudo usar los cañones de las mismas para enfrentarse a los 1500 guerreros de Lapu-Lapu armados con flechas y lanzas, contra 49 soldados europeos.
El pequeño grupo de soldados se acercó a la playa primero en botes y luego con el agua hasta los muslos. Al verlos, los nativos atrincherados cargaron contra ellos, y Magallanes trató de asustarlos incendiando algunas casas. Esta acción solo consiguió enfurecer aún más a los nativos, quienes lo hirieron. Fue entonces cuando Magallanes ordenó la retirada, pero algunos soldados que habían quedado aislados continuaron peleando, prolongando la lucha durante varias horas, hasta que un grupo de guerreros, reconociendo al comandante dando órdenes, atacó a Magallanes, quien fue herido en la pierna con una flecha venenosa y posteriormente en el brazo con una lanza de bambú.
Magallanes cubrió la retirada de sus hombres hasta que estos pudieron reagruparse y huir en los botes. Finalmente fue rodeado y muerto con lanzas y espadas. Su acción, sin embargo, permitió que la mayoría de sus hombres lograran escapar con vida, entre ellos Pigafetta, quien relata: 

«un isleño consiguió herir al capitán en la cara con una lanza de bambú. Desesperado, este hundió su lanza en el pecho del indio y la dejó clavada. Quiso usar la espada, pero solo pudo desenvainarla a medias, a causa de una herida que recibió en el brazo derecho... Entonces los indios se abalanzaron sobre él con espadas y cimitarras y cuanta arma tenían y acabaron con él, con nuestro espejo, nuestra luz, nuestro consuelo, nuestro guía verdadero. Cuando lo hirieron, se volvió muchas veces para comprobar que estábamos todos a salvo en los barcos».

Los aliados de Magallanes, el rajá Humabón y el datu Zula, no estuvieron presentes en la batalla por órdenes directas suyas, y contemplaron la batalla desde la distancia.

## En la cultura filipina
Lapu-Lapu fue elevado a la categoría de «primer héroe» nacional filipino por resistir el dominio extranjero, a pesar de que las Filipinas no existían en aquel entonces como nación.
La interpretación de que Lapu-Lapu mató a Magallanes en combate singular o cuerpo a cuerpo, como es representada durante su aniversario, es contradicha por el relato de Antonio Pigafetta, quien sostuvo que la derrota se debió a la ventaja numérica (1500 nativos contra 49 miembros de la expedición).
Lapu-Lapu es conmemorado por un monumento en Mactán, junto al obelisco que fue erigido por las autoridades españolas en memoria de Magallanes, así como por una ciudad en la isla que lleva su nombre y una variedad de pescado local. También existen numerosos monumentos, calles y plazas en Filipinas que exaltan la figura de Magallanes, especialmente como introductor de la fe católica.